# Lemuel Abbott
Lemuel Abbott (Leicestershire, 1760 – Londra, 1803) è stato un pittore britannico.
Molte delle stampe che riproducono i suoi dipinti sono firmate Francis Lemuel Abbott, ma si ignora il motivo per cui egli assunse questo secondo nome che non risulta essergli stato dato alla nascita.

## Vita
Abbott era figlio di un presbitero anglicano del Leicestershire, probabilmente il reverendo Lemuel Abbott (morto nell'aprile 1776), curato di Ansty nel 1756 e vicario di Thornton dal 1773, noto per essere l'autore di una raccolta di poesie dal titolo Poems on various Subjects. Whereto is prefixed a short Essay on the Structure of English Verse (pubblicata a Nottingham nel 1765).
Nel 1775, all'età di quattordici anni divenne allievo di Francis Hayman, dopo la cui morte, due anni dopo, tornò dai suoi genitori e solo grazie alla propria perseveranza riuscì ad acquisire l'arte di una corretta rassomiglianza nei ritratti. Nel 1780 circa si stabilì a Londra e abitò per molti anni in Caroline Street, a Bloomsbury. Il 16 novembre 1786 sposò Anna Maria Magdalen Tracey, dalla loro unione nacque, il 20 dicembre 1787,  Edward Francis Abbott. Partecipò frequentemente alle mostre della Royal Academy tra il 1788 e il 1800.
Le scarse disponibilità finanziarie non gli permisero di assumere degli assistenti, per cui fu sempre sommerso di commissioni che non poté eseguire. Il comportamento assurdo di sua moglie Anna gli procurò un'ansia tale che finì per portarlo alla pazzia e infine alla morte nel 1803.

## Arte
Abbott era privo del gusto e dell'abilità necessarie per eseguire un buon ritratto a figura intera, tuttavia le teste dei ritratti maschili erano giudicate perfette nella loro rassomiglianza con il modello, soprattutto quelle dei ritratti raffiguranti gli eroi navali del suo tempo. Abbott è infatti noto soprattutto per i ritratti di Horatio Nelson, dei quali il più famoso è quello dipinto nell'ottobre 1797, subito dopo la perdita del braccio destro da parte dell'ammiraglio, e oggi conservato nella National Portrait Gallery di Londra. Di questo ritratto sono note molte copie e di esso Lady Nelson ebbe a dire di essere soddisfatta di Abbott perché il ritratto aveva una grande somiglianza col marito.

## Galleria d'immagini

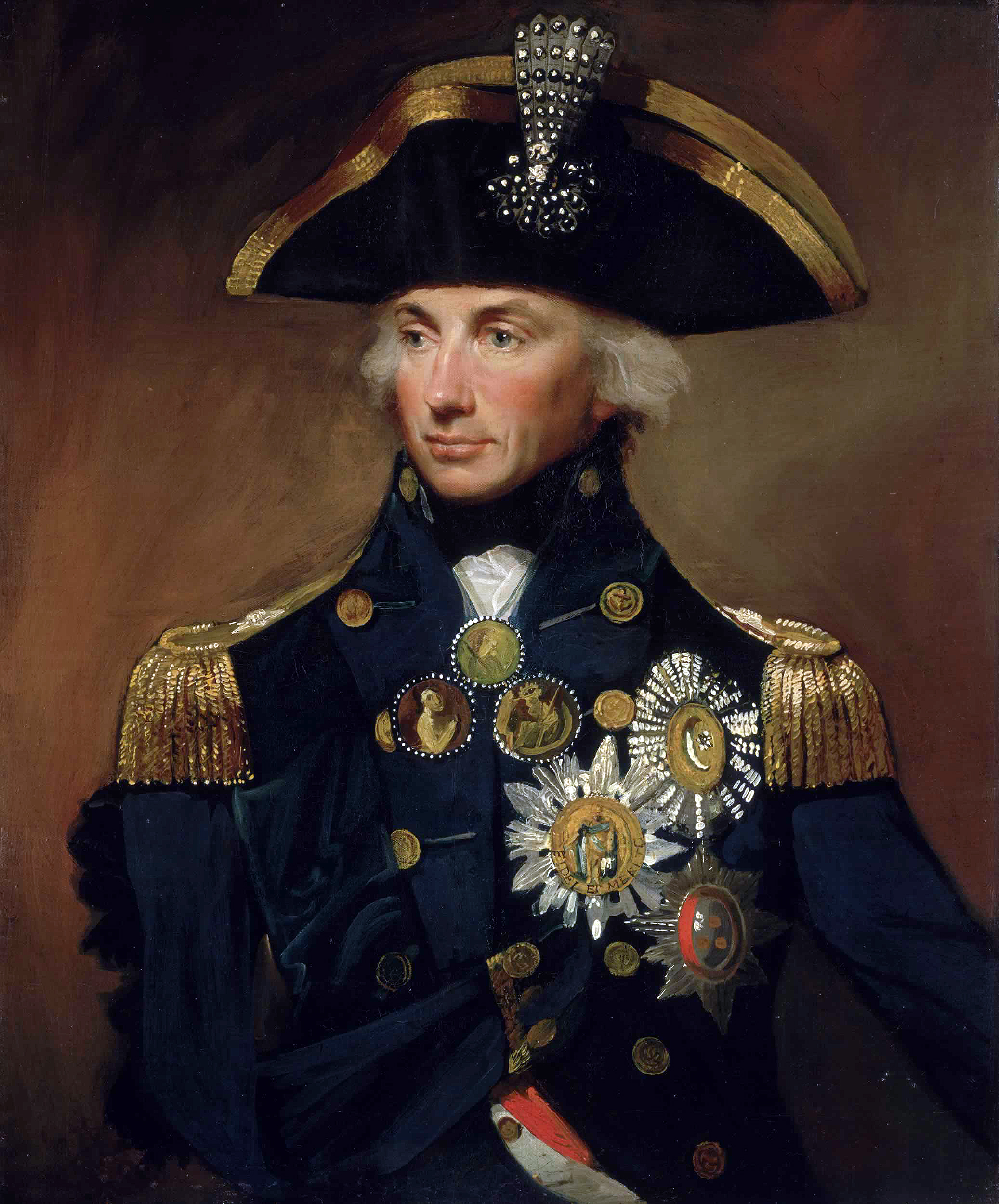
Horatio Nelson
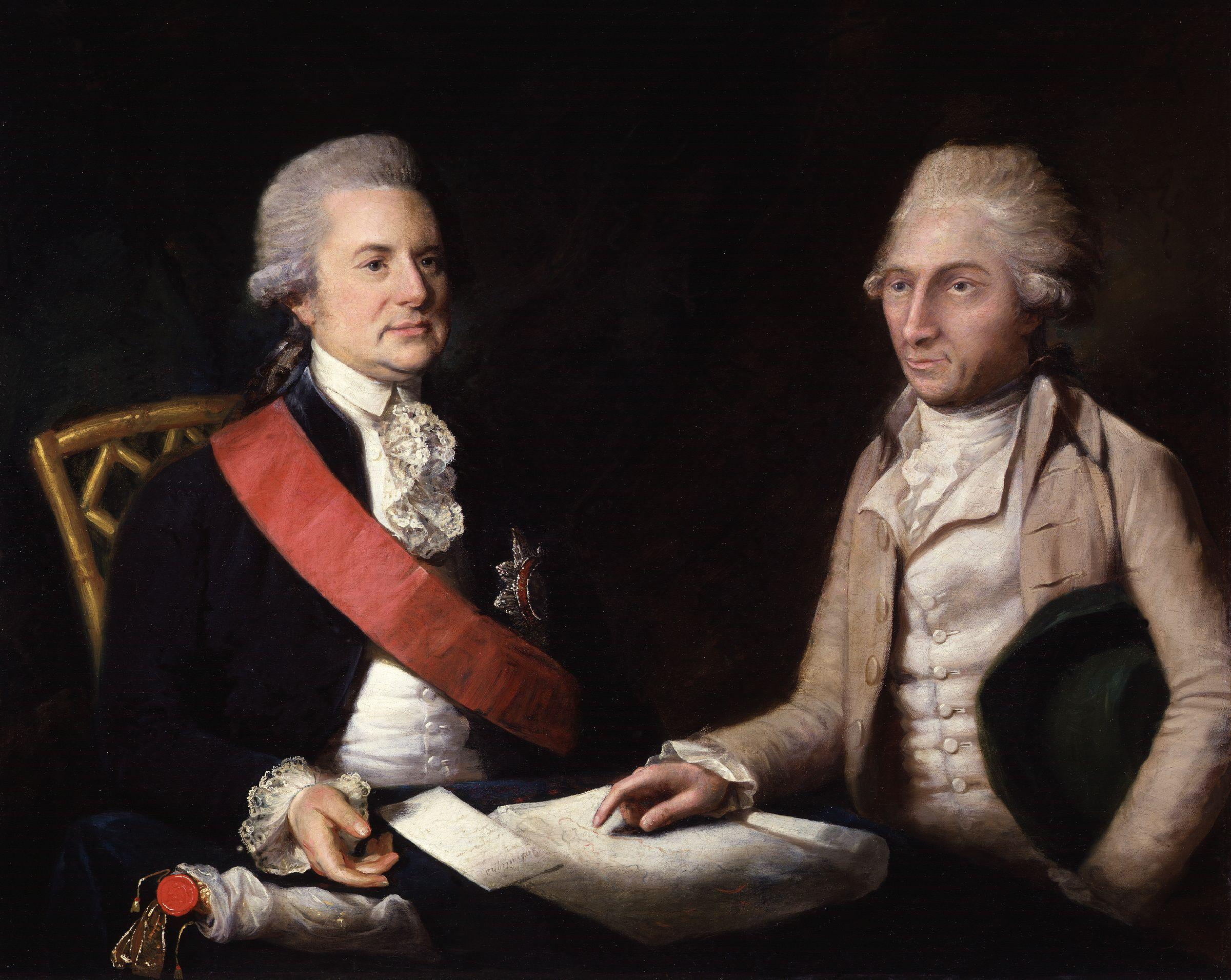
George Macartney e George Staunton
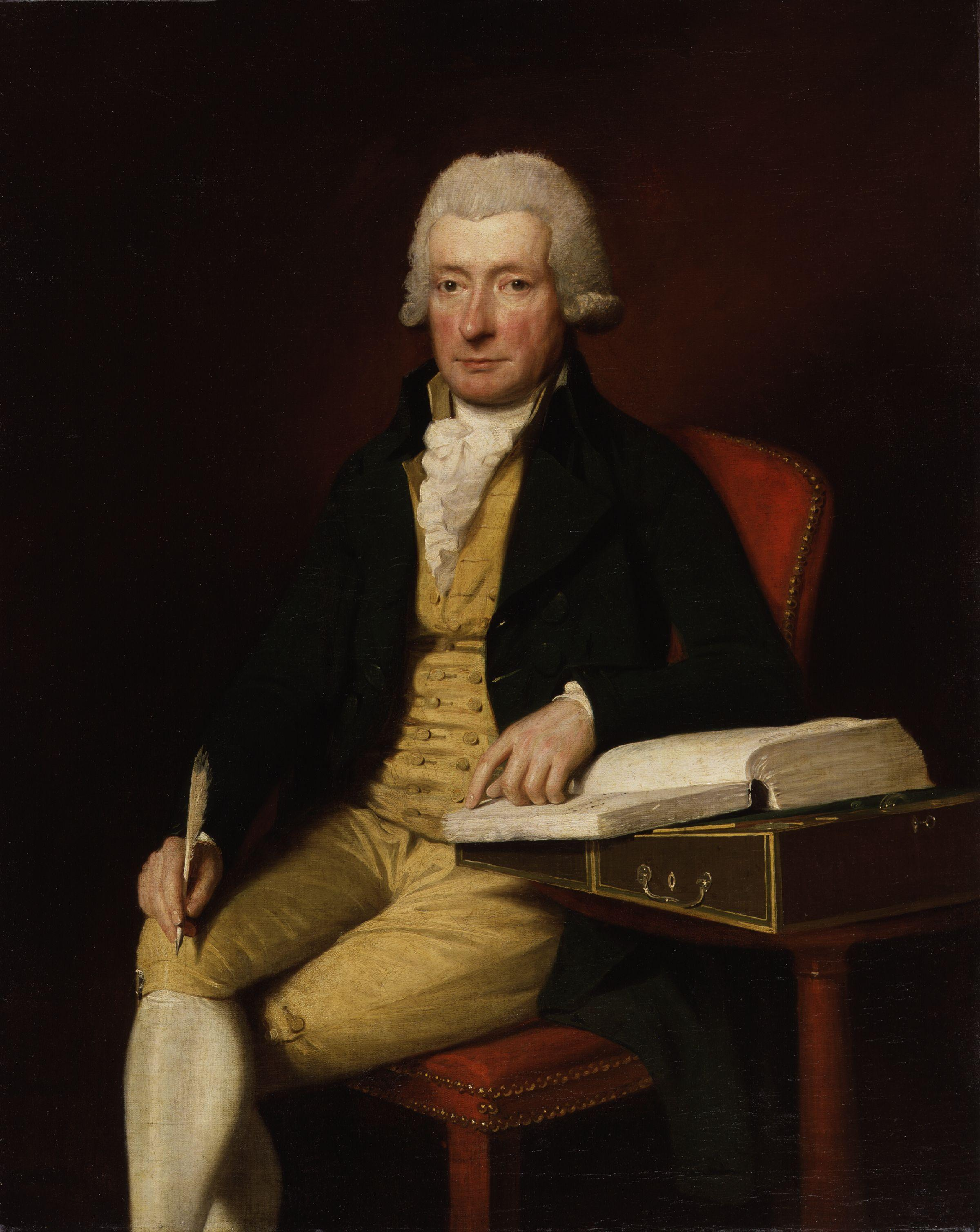
William Cowper
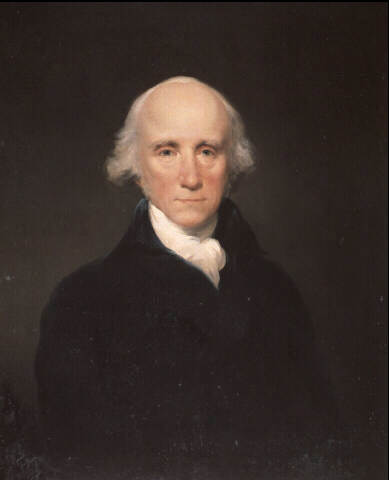
Warren Hastings